# Alexander Gersunde
Alexander Gersunde (* 7. März 1984) ist ein ehemaliger deutscher Motorradrennfahrer.

## Karriere

### Anfangsjahre
Alexander Gersunde begann im Alter von acht Jahren mit dem Motocross auf einer Honda QR50.

### Minibike
Gersunde begann seine professionelle Laufbahn im Jahr 1995 im ADAC-Minibike-Cup. Die Meisterschaft wurde zu dieser Zeit einheitlich auf 50-cm³-Simson-Maschinen ausgetragen. Seine erste Saison beendete er auf dem neunten Gesamtrang und wurde damit bester Neueinsteiger des Jahres.
In seiner zweiten Saison im Jahr 1996 gewann Gersunde die beiden Auftaktrennen auf der Kartbahn in Fulda. In der Gesamtwertung erreichte er am Ende den dritten Rang. Im Jahr 1997 folgte ein Zweikampf mit Jascha Büch. Während Büch die Meisterschaft für sich entschied, ging der Titel in der ADAC-Sachsenmeisterschaft knapp an Gersunde.
1998 gewann Gersunde mit zehn Siegen und sechs zweiten Plätzen in 16 Rennen den Meistertitel. In der Sachsenmeisterschaft erreichte er den zweiten Rang. Die internationalen Rennen in Dänemark sowie im Rahmen des Saisonfinales auf dem Sachsenring, an dem auch Jakub Smrž teilnahm, konnte er beide gewinnen. In der Leserwahl der Märkischen Allgemeinen Zeitung wurde er daraufhin zum Sportler des Jahres 1998 gewählt.

### ADAC Junior Cup
Zur Saison 1999 folgte der Aufstieg in den ADAC Junior Cup. Nach dem vierten Platz beim Saisonauftakt in Zweibrücken folgte eine durchwachsene Saison. In der Gesamtwertung erreichte Gersunde den neunten Rang. Sein bestes Saisonresultat war der zweite Platz beim Rennen in Oschersleben hinter dem späteren Gesamtsieger Arne Tode.
Im Jahr 2000 gewann Gersunde neben dem Auftaktrennen in Hockenheim auch auf dem Nürburgring und in Oschersleben. Aufgrund von Unregelmäßigkeiten bei der technischen Kontrolle auf dem Nürburgring wurde ihm der Sieg später aberkannt. Zusätzlich wurde er für das letzte Saisonrennen auf dem Lausitzring gesperrt, weshalb er nicht mehr in den Titelkampf eingreifen konnte und hinter Christian Wachter und Tobias Kirmeier den dritten Rang im Gesamtklassement belegte.

### Internationale Deutsche Meisterschaft
Zur Saison 2001 stieg Gersunde in die Deutsche Meisterschaft (IDM) auf. Er fuhr für das Docshop Racing Team auf einer Honda in der Achtelliterklasse. Er beendete die Saison auf dem zwölften Gesamtrang. Bestes Saisonresultat war der sechste Platz beim Rennen auf dem Lausitzring. Daneben startete er in Assen und Cartagena in der Motorrad-Europameisterschaft, blieb jedoch in beiden Rennen ohne Punkte. Nach nur einer Saison verließ Gersunde das Docshop Racing Team und beendete seine aktive Karriere.

## Statistik
- 1995 – 9. Gesamtrang ADAC Minibike Cup
- 1996 – 3. Gesamtrang ADAC Minibike Cup
- 1997 – Vizemeister ADAC Minibike Cup
- 1998 – Meister ADAC Minibike Cup
- 1999 – 9. Gesamtrang ADAC Junior Cup
- 2000 – 3. Gesamtrang ADAC Junior Cup
- 2001 – 12. Gesamtrang Deutsche Meisterschaft (IDM), 125 cm³

## Privates
Alexander Gersunde wurde in Berlin geboren und wuchs in Mühlenbeck auf. Er lebt aktuell in Berlin, ist verheiratet und hat drei Kinder.
Er ist als Steuerberater tätig und wurde in der Kammerversammlung 2021 am 29. September 2021 in den Beirat der Steuerberaterkammer Berlin gewählt.